# Postal (франшиза)
Postal — медиафраншиза игр-шутеров, созданная и принадлежащая компании Running with Scissors, известная своей чрезмерной жестокостью и противоречивым содержанием. Почти все игры посвящены разным жанрам, а именно Postal и Postal Redux является изометрическими, Postal 2, Postal: Brain Damaged и Postal 4: No Regerts являются шутерами от первого лица, Postal III является шутером от третьего лица, а различные спин-оффы были в таких жанрах, как шутер с видом сверху (top-down shooter). В 2007 году немецкий режиссёр Уве Болл снял фильм «Постал», значительно проясняющий сюжет игры.
Серия игр получала разные оценки: от положительных (Postal 2 или Postal: Brain Damaged), так и заметный негативный приём (Postal III или Postal 4: No Regerts). Несколько обозревателей критиковали оптимизацию игры, плохой игровой процесс и устаревший юмор в четвёртой части, а третью часть не полюбили из-за очень долгой разработки игры (почти 7,5 лет), оптимизации и запрета свободного режима.

## Игры
| Игра                  | GameRankings | Metacritic |
| --------------------- | ------------ | ---------- |
| Postal                | 57,00%       | 56/100     |
| Postal 2              | 59,07%       | 50/100     |
| Postal III            | 30.75%       | 24/100     |
| Postal 4: No Regerts  | —            | 30/100     |
| Postal: Brain Damaged | —            | 71/100     |

### Основная серия
| Год  | Название                     | Платформы                                        | Примечание |
| ---- | ---------------------------- | ------------------------------------------------ | --- |
| 1997 | Postal                       | Android, Linux, Mac OS, macOS, Microsoft Windows | Первая часть игры, вышедшая 14 ноября 1997 года. |
| 1998 | Postal: Special Delivery     | Mac OS, Microsoft Windows                        | Официальное расширение, добавляющее четыре дополнительных уровня. |
| 2000 | Super Postal                 | Microsoft Windows                                | Японское издание Postal, включает в себя четыре дополнительных уровня из Postal: Special Delivery, японскую озвучку и два дополнительных уровня — Токио и Осака. |
| 2003 | Postal 2                     | Linux, macOS, Microsoft Windows                  | Продолжение Postal, имеющее вид от первого лица. |
| 2003 | Postal 2: Share the Pain     | Linux, macOS, Microsoft Windows                  | Официальное расширение, которое добавляет многопользовательский режим PvP и две новые области для одиночной игры. |
| 2005 | Postal 2: Apocalypse Weekend | Linux, macOS, Microsoft Windows                  | Официальное расширение, продолжение сюжета после окончания основной игры. |
| 2011 | Postal III                   | Microsoft Windows                                | Первоначально Postal III являлась продолжением игры Postal 2, однако из-за отказа в передаче прав игры обратно и отрицательных отзывов отныне позиционируется создателями лишь как спин-офф серии. Данный факт также подтверждается в дополнении Postal 2: Paradise Lost, вышедшем в апреле 2015 года в качестве официального продолжения второй игры. Игра стала являться «сном собаки». |
| 2015 | Postal 2: Paradise Lost      | Linux, macOS, Microsoft Windows                  | Сюжет Paradise Lost происходит через одиннадцать лет после событий Apocalypse Weekend. Чувак (англ. The Dude) просыпается после 11-летней комы, вызванной радиацией, чтобы найти пропавшего пса Чампа, и вынужден отправиться назад в Парадайз, который стал постапокалиптической пустошью. Его задача снова за пять дней выполнять задания, которые в отличие от оригинальной части имеет более обширный и интересный сюжет. Paradise Lost содержит отсылки к Postal III, в которых игра показывается ночным кошмаром во время комы. |
| 2022 | Postal 4: No Regerts         | Microsoft Windows, PlayStation 4, PlayStation 5  | «Running with Scissors» назвали игру «настоящим продолжением» Postal 2. Игра была анонсирована и выпущена 14 октября 2019 года как игра в раннем доступе и вышла из него 20 апреля 2022 года.. |

### Спин-оффы
| Год  | Название              | Платформы                   | Примечание |
| ---- | --------------------- | --------------------------- | --- |
| 2005 | Postal 2: Штопор жжот | Microsoft Windows           | официальный спин-офф серии Postal, где главный герой Штопор просыпается в психиатрической больнице с амнезией и понимает, что ему изменили половые органы на женские. За 4 дня ему необходимо узнать, кто он такой, кто сделал ему операцию, похитив половой орган. |
| 2009 | Postal Babes          | Android, J2ME               | спин-офф мобильной видеоигры, разработанный и изданный HeroCraft. В нём рассказывается история двух «почтовых малышек» (англ. Postal Babes), которые должны спасти заложников из захваченного университета.                                                         |
| 2009 | Postal Mobile         | Android, J2ME               | мобильная видеоигра, разработанная Ministry of Fun и изданная GlobalFun. В ней рассказывается история чувака, которому приходится пробиваться через город, заполненный коррумпированными полицейскими и уличными бандитами, чтобы вернуть украденную машину.        |
| 2022 | Postal: Brain Damaged | Microsoft Windows           | официальный спин-офф серии Postal, разработанный Hyperstrange и CreativeForge Games и опубликованный Hyperstrange и Running with Scissors. |
| 2023 | Poostall Royale       | Microsoft Windows           | Официальный спин-офф серии Postal, разработанный RWS C team на первое апреля. Игра состоит из четырёх уровней и одного лобби с геймплеем арена-шутера от третьего лица с видом сверху. Можно играть сразу за чувака и за чувиху.                                    |
| TBA  | Postal 2 VR           | SteamVR, Meta Quest, PS VR2 | Running With Scissors подтвердила разработку Postal 2 VR и показала трейлер с кадрами игрового процесса. В работе участвует не только RWS, но и Team Beef с Flat2VR.                                                                                                |

### Ремейки
| Год  | Название       | Платформы                                                                             | Примечание |
| ---- | -------------- | ------------------------------------------------------------------------------------- | --- |
| 2016 | Postal Redux   | Linux, Microsoft Windows, Nintendo Switch, PlayStation 4                              | Ремейк оригинального Postal, появились обновлённые текстуры и несколько новых уровней, чтобы адаптировать игру к современным реалиям. |
| TBA  | Postal 2 Redux | Microsoft Windows, Linux, Mac, PS4, PS5, Xbox One, Xbox Series X\|S и Nintendo Switch | Студии Flat2VR и Team Beef при поддержке компании Running With Scissors готовят Postal 2 Redux, которая разрабатывается на движке Unity. Сюжетная составляющая осталась неизменной — игроки возьмут под управление циничного Чувака, чья повседневная жизнь может легко превратиться сущий хаос во время выполнения обыденных заданий вроде похода за молоком и возвращения книги в библиотеку. |

## Фильмы

### Постал (2007)
Как и большинство работ Уве Болла, «Postal» является экранизацией компьютерной игры. Хотя фильм носит название первой видеоигры Postal, он в большей степени заимствован из Postal 2. В фильме представлены новые персонажи, такие как Фейт (Джеки Тон), молодой бариста, который присоединяется к Чуваку в его приключениях, и бывший президент США Джордж Буш[уточнить] (Брент Менденхолл). Как и предыдущие фильмы Болла, фильм был провален критиками и коммерчески, собрав менее 1 % от своего бюджета.
Вскоре после выхода фильма Болл заявил, что он, скорее всего, снимет «Постал 2», даже если он будет снят на видео. В интервью 2012 года Винс Дези сказал, что они «в настоящее время ведут переговоры относительно ещё одного фильма». 28 августа 2013 года Болл объявил о финансировании производства Postal 2 через Kickstarter. Проект был отменён 5 октября из-за отсутствия финансирования.

### Постал: Предсказанное наследие (2025)
Фильм «Постал: Предсказанное наследие» вышел на кинофестивале в Санта-Фе 19 февраля 2025 года, а в цифровом формате — 30 мая.

## Книги
Две книги изданы только в России. В 2011 году вышла книга «Реальный Чувак», написанная Андреем Шляховым и изданная АСТ. В 2012 году вышла книга «Чувак и надувная свобода: [роман]», написанная Игорем Градовым и опубликованная АСТ.
Ещё одна книга была основана на первой части Postal, названная в честь расширения игры, Postal: Special Delivery, была написана Алисой Богодаровой и опубликована 29 октября 2015 года в виде Amazon Kindle книги. В книге пересказывается история игры и различные события, приведшие к ней, а также представлены несколько новых персонажей, в том числе школьные друзья и учителя Чувака, а также оригинальные фэнтезийные персонажи.
15 апреля 2020 года вышла в свет документальная книга Postal Брока Уилбура и Натана Рабина о франшизе, в которую вошли интервью с Винсом Дези и Майком Джаретом.